# Kandoucho
 (juillet 2023).
Kandoucho était l'un des 28 villages de la nation des Neutres (Attawandaron) dans le Sud de l'Ontario au XVIIe siècle et le lieu de résidence de leur chef, Souharissen. Le village comprenait une mission jésuite appelée All Saints (anglais pour Toussaint).
L'emplacement exact du village est débattu. F. Douglas Reville dans The History of the County of Brant publié en 1920 rapporte que les historiens de son époque avait localisé Kandoucho près de la ville actuelle de Brantford et, malgré la vérification de la carte de Sanson datant de 1656, les archéologues modernes rejettent la précision de ce document. L'existence du village est enregistré dans les journaux de missionnaires catholiques qui ont visité la région au début du XVIIe siècle. Par exemple, Joseph de La Roche Daillon passa l'hiver de 1625 à 1626 avec les villageois. De plus, Jean de Brébeuf et Pierre-Joseph-Marie Chaumonot sont venus prêché le christianisme au village durant l'été de 1640.
Autour de l'an 1650, les Iroquois déclarèrent la guerre aux Attawandarons et, en trois ans, les Attawandarons et leurs villages étaient presque tous anéantis incluant Kandoucho,.

## Annexe